# Mámoa 6 von Mezio
Die Mámoa 6 von Mezio (auch Mamoa Anta de Gião oder Núcleo Megalítico do Mezio genannt) liegt südlich von Mezio bei Soajo im Distrikt Viana do Castelo im Norden von Portugal.
In der Nekropole von Mezio oder den „Antas da Serra do Soajo“ (deutsch „Dolmen der Soajo-Berge“) die etwa 10 Monumente umfasste, gehören die Mámoas 5 und 6 zum klassischen Typ.

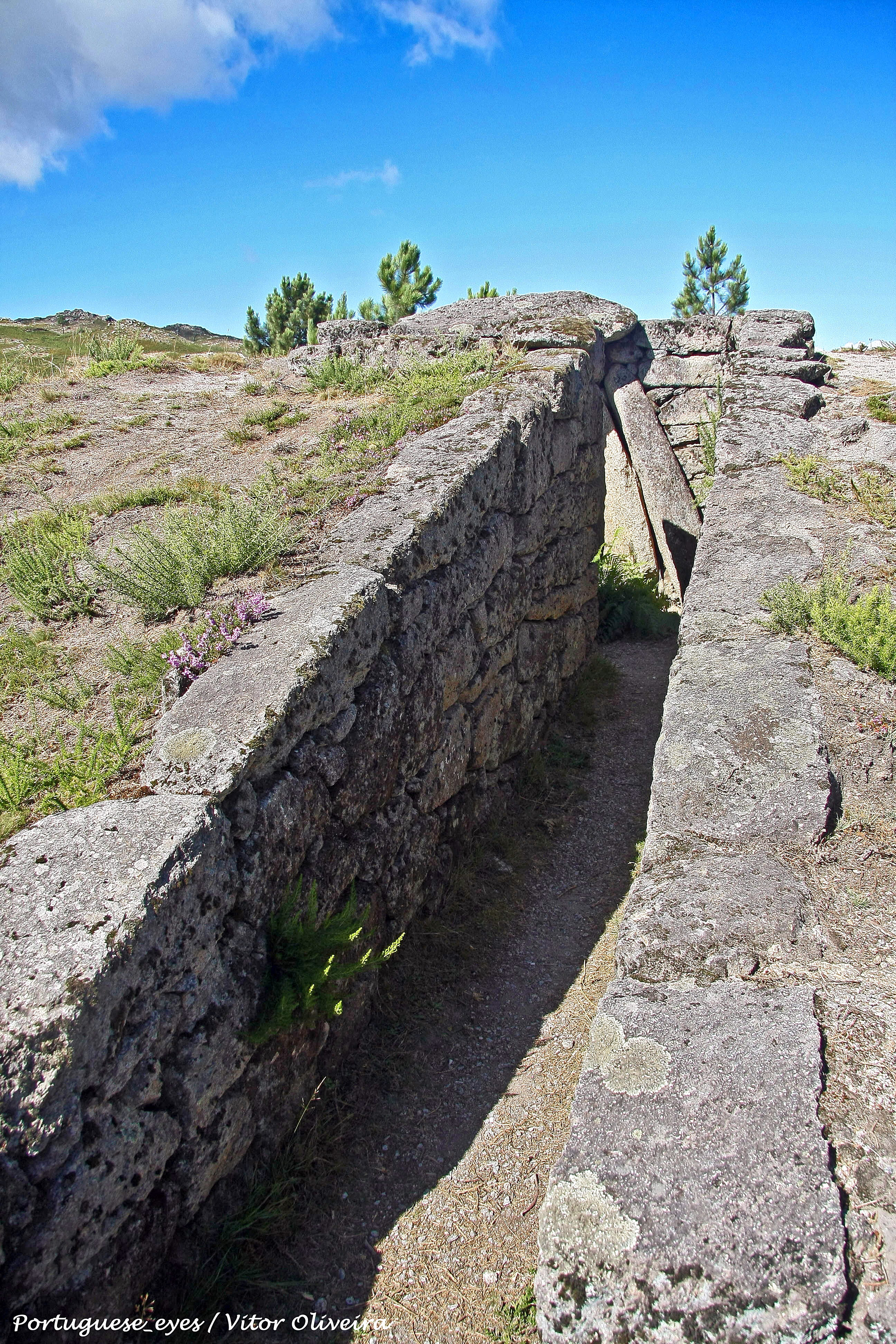
Mamoa 5

Die tief im Tumulus liegende Mámoa 6 ist ein Monument mit polygonaler Kammer und einer kleinen frontalen Öffnung, die aus einem Vorraum besteht, der ursprünglich von zwei kleinen seitlichen Granitplatten und einer dritten, um den Raum frontal zu schließen gebildet wurde. Die Mamoa wurde in die zweite Hälfte des 5. Jahrtausends v. Chr. datiert. Während der letzten Untersuchung zwischen 1996 und 2000 unter Leitung von Nuno Miguel Soares wurde die Datierung in die zweite Hälfte des III. Jahrtausends v. Chr. verändert.
Das Monument wurde durch einen aufwendigen, abgewinkelten mit seitlichen Mauern gesicherten Zugang für Besucher erreichbar gemacht.
In der Nähe liegen die Anta do Mezio, die Lapa da Moura (auch Chã de Paradas 1) und die Mamoa do Batateiro.